# Michel Aumont
Michel Aumont (Párizs, 1936. október 15. – 2019. augusztus 28.) francia színész.

## Filmjei
Mozifilmek
| Év   | Cím                         | Eredeti cím                            | Szerep                       | Magyar hang                                             |
| ---- | --------------------------- | -------------------------------------- | ---------------------------- | ------------------------------------------------------- |
| 1973 | Kékruhás nő                 | La femme en bleu                       | Edmond                       |                                                         |
| 1973 |                             | Un ange au paradis                     | Mouton                       |                                                         |
| 1974 | Nada csoport                | Nada                                   | Goemond                      |                                                         |
| 1974 |                             | Grandeur nature                        | Henry                        |                                                         |
| 1974 | A pofon                     | La gifle                               | Charvin                      |                                                         |
| 1975 |                             | Le futur aux trousses                  | Ernest                       |                                                         |
| 1975 | A hajsza                    | La course à l’échalote                 | Brunet                       |                                                         |
| 1975 |                             | Parlez-moi d’amour                     | Daniel apja                  |                                                         |
| 1975 |                             | Monsieur Balboss                       | miniszter                    |                                                         |
| 1976 | Tojásrántotta               | Les oeufs brouillés                    | az elnökség vezérigazgatója  |                                                         |
| 1976 |                             | Le petit Marcel                        | Taron                        |                                                         |
| 1976 | Klein úr                    | Monsieur Klein                         | a prefektúra tisztviselője   |                                                         |
| 1976 |                             | Mado                                   | Aimé Barachet                |                                                         |
| 1976 | A játékszer                 | Le jouet                               | az üzletvezető               | Végh Péter                                              |
| 1977 | Elkényeztetettek            | Des enfants gâtés                      | Pierre                       |                                                         |
| 1977 | Egy gazember halála         | Mort d’un pourri                       | Moreau                       |                                                         |
| 1977 |                             | Pourquoi pas!                          | Bricat nyomozó               |                                                         |
| 1978 |                             | L’exercice du pouvoir                  | Alexandre Bast               |                                                         |
| 1978 | Az 51-es dosszié            | Le dossier 51                          | Mars (hang)                  |                                                         |
| 1979 |                             | La frisée aux lardons                  | Pierre                       |                                                         |
| 1979 | Csatár a pácban             | Coup de tête                           | Bertrand Brochard            |                                                         |
| 1979 | Ostoba, de fegyelmezett     | Bête mais discipliné                   | Mike Stévenin                |                                                         |
| 1979 | Bátorság, fussunk!          | Courage fuyons                         | Franckie                     |                                                         |
| 1980 |                             | L'oeil du maître                       | Ferrazi                      |                                                         |
| 1981 |                             | Le roi des cons                        | a vezérigazgató              |                                                         |
| 1981 | Az elszalasztott nők        | Celles qu’on n’a pas eues              | Francis                      |                                                         |
| 1981 |                             | La vie continue                        | Henri                        |                                                         |
| 1982 | A törvényes erőszak         | Légitime violence                      | Henri Brousse                |                                                         |
| 1983 |                             | Le grain de sable                      | Maurice Leger                |                                                         |
| 1983 | Edith és Marcel             | Édith et Marcel                        | az újságíró (hang)           |                                                         |
| 1983 | Balekok                     | Les compères                           | Paul Martin                  | Végvári Tamás                                           |
| 1984 | Vidéki vasárnap             | Un dimanche à la campagne              | Gonzague                     |                                                         |
| 1984 | Veszélyes lépések           | La diagonale du fou                    | Stephan Ivanovitch Kerossian |                                                         |
| 1984 | Fekete lista                | Liste noire                            | a bíró                       |                                                         |
| 1985 |                             | Monsieur de Pourceaugnac               | az első orvos                |                                                         |
| 1985 |                             | Escalier C                             | Joss, a nyomdász             |                                                         |
| 1985 | Az évszázad esküvője        | Le mariage du siècle                   | a király                     |                                                         |
| 1985 | Egy nő vagy kettő           | Une femme ou deux                      | Pierre Carrière              |                                                         |
| 1986 |                             | Prunelles Blues                        | Cade                         |                                                         |
| 1986 |                             | Cours privé                            | Bruno Ketti                  |                                                         |
| 1987 | Mocskos élet                | Sale destin                            | Marchandon nyomozó           |                                                         |
| 1987 | Angyalpor                   | Poussière d'ange                       | Florimont                    |                                                         |
| 1988 | Jelentős évek               | Les années sandwiches                  | Jean nagybácsi               |                                                         |
| 1988 |                             | La septième dimension                  | –                            |                                                         |
| 1989 |                             | Un tour de manège                      | bankigazgató                 |                                                         |
| 1990 | Zsaroló zsaruk 2.           | Ripoux contre ripoux                   | Bloret                       | Gruber Hugó                                             |
| 1990 | Alberto Expressz            | Alberto Express                        | az adós                      |                                                         |
| 1991 |                             | Sushi Sushi                            | Bertrand Casier              |                                                         |
| 1992 |                             | La révolte des enfants                 | a nagybácsi                  |                                                         |
| 1992 |                             | Archipel                               | Rantaine, az igazgató        |                                                         |
| 1992 |                             | Sexes faibles!                         | Montheau                     |                                                         |
| 1993 | Kétségek között             | L’ombre du doute                       | nagypapa                     |                                                         |
| 1995 |                             | Le roi de Paris                        | Castellac márkija            |                                                         |
| 1995 | Százszorszépek              | Au petit Marguery                      | Hippolyte                    |                                                         |
| 1996 | Az arcátlan Beaumarchais    | Beaumarchais, l’insolent               | Breteuil báró                |                                                         |
| 1997 |                             | Tortilla y cinema                      | önmaga                       |                                                         |
| 1997 |                             | Mauvais genre                          | Bernard Brondin              |                                                         |
| 1997 |                             | Messieurs les enfants                  | igazgató                     |                                                         |
| 1998 |                             | L’homme est une femme comme les autres | Salomon nagybácsi            |                                                         |
| 1998 | Két apának mennyi a fele?   | Une chance sur deux                    | Ledoyen                      | 1. változat: Versényi László 2. változat: Várday Zoltán |
| 1999 |                             | Les migrations de Vladimir             | Colombani elnök              |                                                         |
| 2000 |                             | Le pique-nique de Lulu Kreutz          | Michel Mazelsky              |                                                         |
| 2000 |                             | Salsa                                  | Redele úr                    |                                                         |
| 2001 | Addig jár a korsó a kútra…  | Le placard                             | Belone, a szomszéd           | Szélyes Imre                                            |
| 2003 |                             | Le intermittenze del cuore             | Baumann                      |                                                         |
| 2003 |                             | Qui perd gagne!                        | igazgató                     |                                                         |
| 2003 | Pofa be!                    | Tais-toi!                              | Nosberg                      | Dengyel Iván                                            |
| 2004 |                             | Clara et moi                           | Antoine apja                 |                                                         |
| 2004 |                             | Automne                                | Noël                         |                                                         |
| 2005 | Királyi kalamajka           | Palais Royal!                          | René-Guy                     |                                                         |
| 2006 | Topmodell a barátnőm        | La doublure                            | az orvos                     | Fülöp Zsigmond                                          |
| 2008 |                             | L’empreinte de l’ange                  | Alain Valentin               |                                                         |
| 2008 | Lúzert fogtam, nem ereszt   | L’emmerdeur                            | François Randoni             |                                                         |
| 2009 |                             | Bancs publics (Versailles Rive-Droite) | a második backgammon játékos |                                                         |
| 2009 |                             | La Sainte Victoire                     | –                            |                                                         |
| 2010 |                             | Les invités de mon père                | a Lucien Paumelle            |                                                         |
| 2010 |                             | Toutes les filles pleurent             | ember a bárban               |                                                         |
| 2010 |                             | Comme les cinq doigts de la main       | Maurice Atlan                |                                                         |
| 2010 |                             | Imogène McCarthery                     | Sir Woolish                  |                                                         |
| 2010 |                             | Un balcon sur la mer                   | Robert Prat                  |                                                         |
| 2011 |                             | Je m’appelle Bernadette                | Dominique Peyramale atya     |                                                         |
| 2012 | Párizs-Manhattan            | Paris-Manhattan                        | Isaac, az apa                |                                                         |
| 2012 | Szex, hazugság, vészhelyzet | La clinique de l’amour                 | David Marchal                | Szilágyi Tibor                                          |
| 2014 |                             | On a marché sur Bangkok                | Poséidon                     |                                                         |
| 2016 | Mondd ki, hogy uborka!      | Des nouvelles de la planète Mars       | apa                          |                                                         |
| 2017 |                             | Vive la crise!                         | Pépé Canaille                |                                                         |
| 2017 |                             | Moi et le Che                          | Victor Bray                  |                                                         |